# Geheime Staatskonferenz
Die Geheime Staatskonferenz war ein regierungsähnlicher Rat im Österreich der Ära Metternich. Sie bestand von 1814 bis zum Revolutionsjahr 1848.

## Schaffung und Einfluss der Geheimen Staatskonferenz
Die Geheime Staatskonferenz (auch Konferenzrat) war eine am 15. Februar 1814 von Kaiser Franz I. geschaffene Behörde, die dem Staatsrat übergeordnet war. Die Staatskonferenz hatte Angelegenheiten zu begutachten, die ihr wegen ihrer Wichtigkeit vom Kaiser zugewiesen wurden oder über die im Staatsrat unterschiedliche Meinungen bestanden; sie konnte auch bestimmte Regierungsgeschäfte im Namen des Kaisers besorgen. 
Nach dem Tod Kaiser Franz I. am 2. März 1835 übernahm sein geistig zurückgebliebener Sohn als Ferdinand I. den Thron. Nach dem letzten Willen Franz’ I. wurde zur Entlastung des so gut wie regierungsunfähigen Ferdinands am 12. Dezember 1836 die Geheime Staatskonferenz als beratende Körperschaft unter dem Vorsitz von  Erzherzog Ludwig konstituiert.
Die Befugnisse der Staatskonferenz und insbesondere des Staatskanzlers Clemens Wenzel Graf Metternich gingen wegen der geistigen Schwäche des Kaisers aber weit über die beratende Funktion hinaus, sodass man durchaus sagen kann, dass die wirkliche Macht in der österreichischen Monarchie von 1836 bis 1848 von der Geheimen Staatskonferenz ausging.

## Mitglieder der Geheimen Staatskonferenz
- als Vorsitzender Erzherzog Ludwig (ein Bruder Franz’ I.)
- Erzherzog Franz Karl (Bruder von Ferdinand I.)
- Staatskanzler Clemens Wenzel Graf Metternich
- Metternichs Gegenspieler Franz Anton Graf von Kolowrat-Liebsteinsky

## Ende der Geheimen Staatskonferenz
Während Graf Metternich in der Staatskonferenz für die Außenpolitik zuständig war, hatte sein Gegenspieler Graf Kolowrat-Liebsteinsky das Ressort der Innenpolitik und der Finanzen inne. Während Metternich zum Sinnbild von Reaktion und Unterdrückung (Vormärz) wurde, galt Kolowrat-Liebsteinsky als liberal.
Im Zuge der Wiener Märzrevolution am 13. März 1848 wurde Metternich zum Rücktritt gezwungen. Den Umwälzungen der Revolution fiel auch die Geheime Staatskonferenz zu Opfer. Metternich flüchtete nach England, während sein Intimfeind Kolowrat-Liebsteinsky von 20. März bis 19. April 1848 erster konstitutioneller Ministerpräsident wurde.